# Office of Special Affairs
Office of Special Affairs är den gren inom Scientologikyrkan som sysslar med Public relations och även fungerar som organisationens underrättelsetjänst. OSA är efterträdaren till det tidigare Guardian's Office, som grundades 1966 och upplöstes 1983 till följd av skandalen med Operation Snow White och deras uppgifter övertogs då av OSA.